# 3282 Spencer Jones
3282 Spencer Jones eller 1949 DA är en asteroid i huvudbältet, som upptäcktes 19 februari 1949 av Indiana Asteroid Program vid Indiana University Bloomington med Goethe Link Observatory. Asteroiden har fått sitt namn efter Harold Spencer Jones.
Asteroiden har en diameter på ungefär 5 kilometer.